# 大阪救霊会館

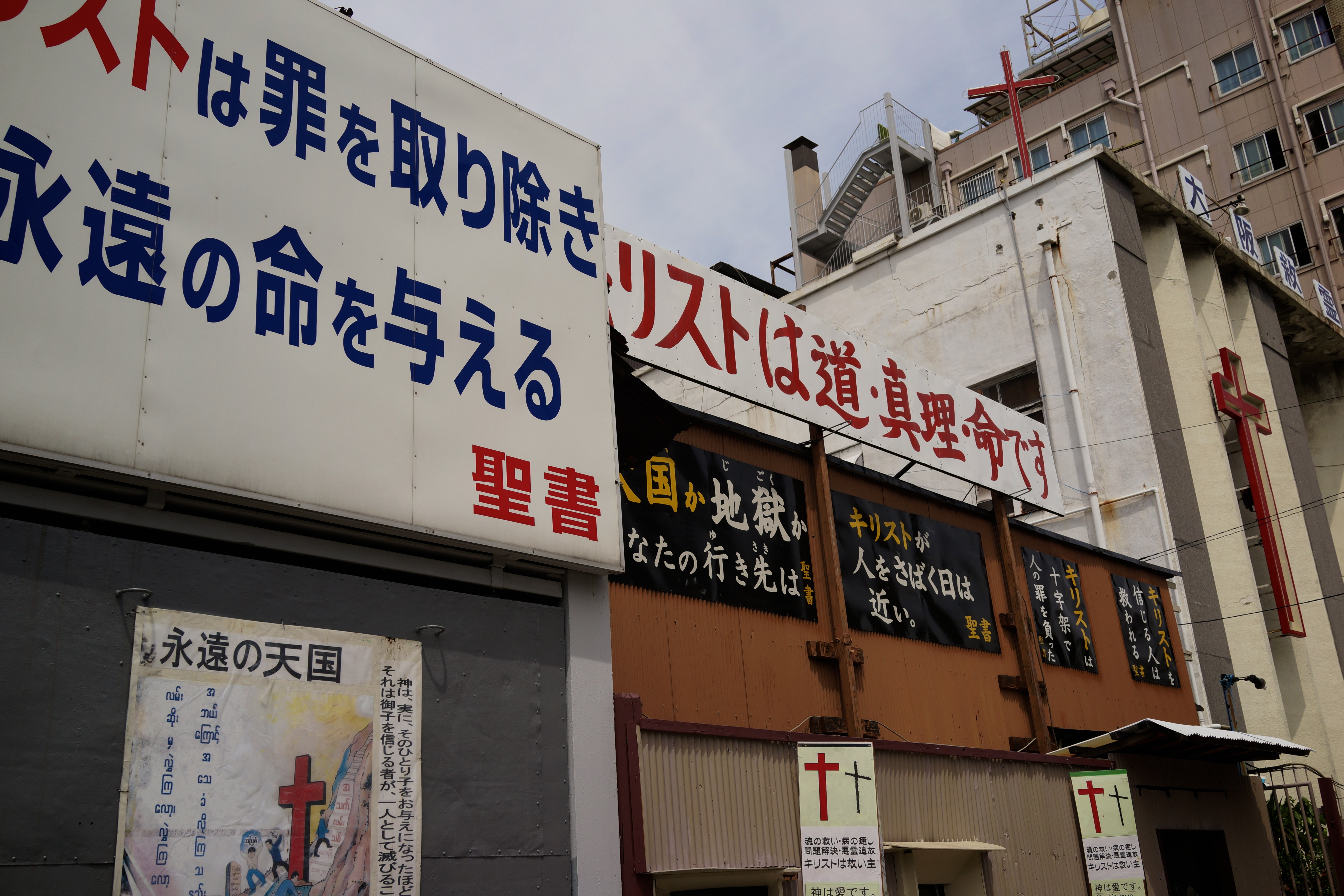

大阪救霊会館（おおさかきゅうれいかいかん）は、大阪市西成区に所在するキリスト教の教会。

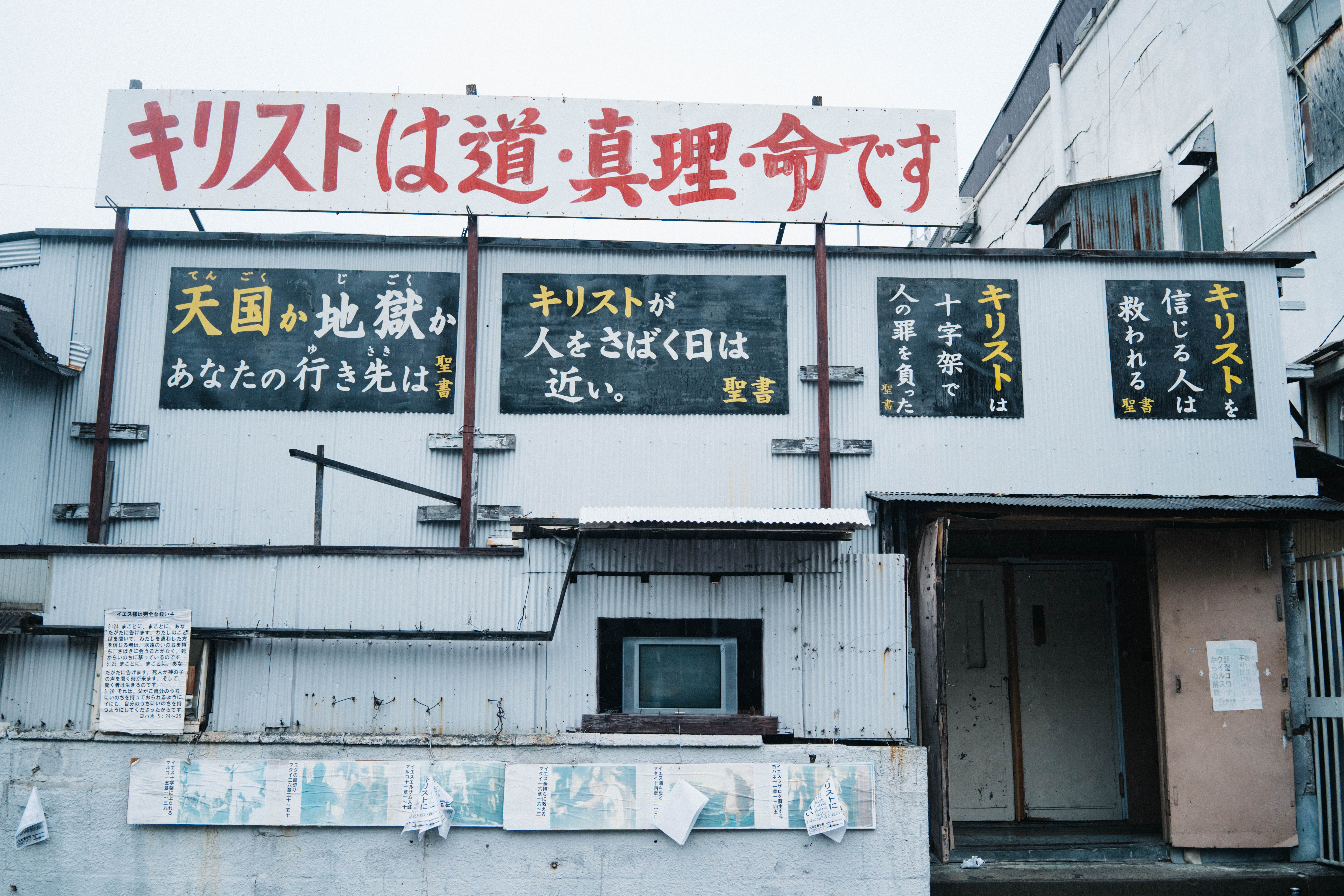

## 概要
1952年にレオナルド.W.クートが設立。プロテスタントの日本ペンテコステ教団に所属。
開設して以来毎日伝道集会を行い連日炊き出しを行っている。夕方に礼拝が始まりホームレスが集まる。礼拝にはホームレスのほとんどは牧師の言葉よりも支給されるおかゆとパンを目当てに来ている。
この教会は韓国系プロテスタントが活況する伝道集会の背景となっている。年に何度も日本での宣教を志す韓国人を迎えている。そしてホームレスへの伝道を行っている。多くのホームレスにとっては食事や衣類が配布されるために信仰の有無に関わらず生存のために欠かせないものとなっている。

## 所在地
- 大阪府大阪市西成区太子１丁目１−１４